# Strada statale 484 del Castello di Brolio
La ex strada statale 484 del Castello di Brolio (SS 484), ora strada provinciale 484 del Castello di Brolio (SP 484), è una strada provinciale italiana, il cui percorso si snoda nella provincia di Siena.

## Percorso
La strada ha origine dalla strada statale 73 Senese Aretina nei pressi dello snodo di Colonna del Grillo e prosegue in direzione nord-ovest raggiungendo Castelnuovo Berardenga. Esce quindi dal centro abitato in direzione nord verso le località di San Gusmè e di Villa a Sesta, per entrare nel comune di Gaiole in Chianti dove costeggia il castello di Brolio e si innesta infine sulla ex strada statale 408 di Montevarchi.
In seguito al decreto legislativo n. 112 del 1998, dal 2001, la gestione è passata dall'ANAS alla Regione Toscana che ha provveduto al trasferimento dell'infrastruttura al demanio della Provincia di Siena.